# تقشير كيميائي

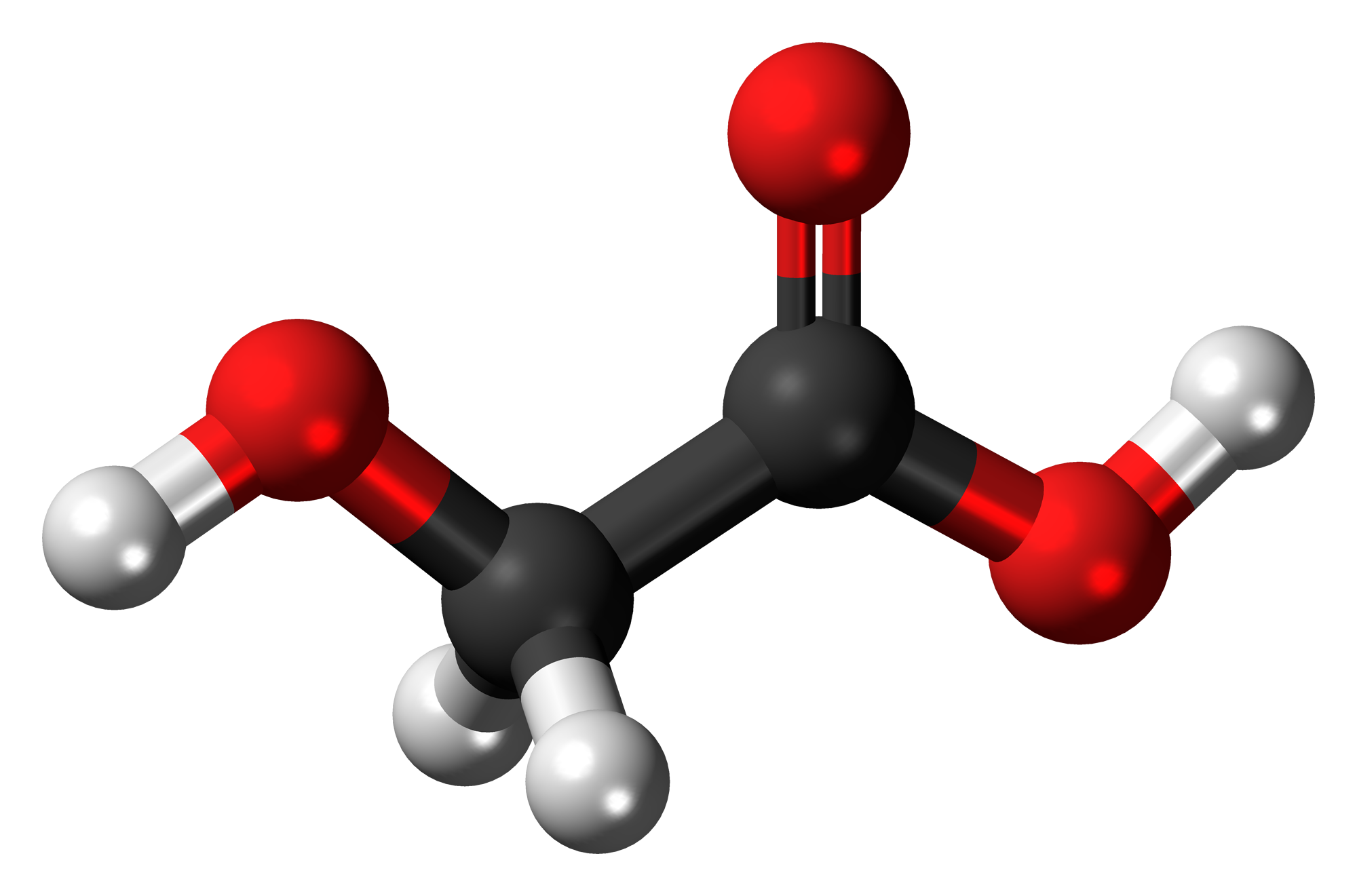

التقشير الكيميائي (بالإنجليزية: Chemical peel)‏ هو أسلوب يُستخدم لتحسين نسيج البشرة وملمسها. تتم معالجة بشرة الوجه في الغالب، ويمكن تحسين ندبات الوجه. إن المقشر الكيميائية مصممة لإزالة الطبقات الخارجية من الجلد. لتنفيذ هذه المهمة، يؤدي محلول التقشير المختار إلى إصابة في الجلد يمكن للتحكم بها. وتبدأ عمليات الشفاء الناتجة عن الجرح في تجديد الأنسجة الجديدة. في النهاية، تتقشر البشرة الميتة. عادة ما تكون البشرة المجدَّدة أنعم وأقل تجعّداً من البشرة القديمة. يمكن شراء بعض أنواع المقشر الكيميائية وإدارتها بدون ترخيص طبي، ولكن ينصح الأشخاص بطلب مساعدة مهنية من طبيب الجلد أو الجراح التجميلي على نوع معين من التقشير الكيميائي قبل تنفيذ الإجراء.

## أنواع المقشرات الكيميائية
يوجد أكثر من نوع للمقشرات الكيميائية:

### مقشر حمض الهيدروكسي ألفا (Alpha hydroxy acid peels)
الأحماض الهيدروكسية ألفا (AHAs) هي الأحماض الكربوكسيلية التي تحدث طبيعياً مثل حمض الجليكوليك، وهو مكون طبيعي لعصير قصب السكر وحمض اللاكتيك، والتي توجد في اللبن الرائب وعصير الطماطم. هذا هو أكثر أنواع التقشير اعتدالا وينتج التقشير الخفيف لعلاج التجاعيد الدقيقة، ومناطق الجفاف، والصبغات غير المستوية وحب الشباب. يمكن أيضًا مزج الأحماض الهيدروكسي ألفا مع مغاسل الوجه أو الأمصال أو الكريمات بتركيزات أقل كجزء من نظام العناية بالبشرة اليومي لتحسين نسيج البشرة.
- هناك خمسة أحماض فواكه عادة: حمض الستريك، حمض الجليكوليك، حمض اللاكتيك، حمض الماليك وحمض الترتاريك. وتوجد وتستخدم العديد من أحماض الألفا الهيدروكسي الأخرى.
- لا يتم اللجوء إلى مقشر ال AHA لعلاج التجاعيد.[3][4]
- قد تتسبب مقشر AHA في الوخز في البشرة، واحمرارها، وتهيّج خفيف فيها، وجفافها.
- تستخدم مستويات الرقم الهيدروجيني (pH) الأعلى والنسب المئوية الأقل للأحماض الهيدروكسي عادة كمقشر منزلية. ولن تعمل هذه الإجراءات بنفس السرعة التي تعمل بها الإجراءات في العيادة الطبية، ولكنها قد تكون اقتصادية بالنسبة للعديد من الناس.

### مقشر حمض الهيدروكسي بيتا (Beta hydroxy acid peels)
حمض الساليسيليك هو حمض بيتا هيدروكسي هو مضاد للبكتيريا ومضاد للالتهابات، ونتيجة لذلك، يعمل جيدا لعلاج حب الشباب. حمض الساليسيليك لديه أيضا القدرة على تقليل البقع والنتوءات المرتبطة بحب الشباب. أصبح من الشائع استخدام مقشر بيتا من حمض الهيدروكسي (BHA) بدلاً من الأحماض ألفا هيدروكسي القوية (AHA) بسبب ذوبان الزيت في BHA. دراسات تظهر أن مقشر BHA تتحكم في إفراز الزهم، حب الشباب وكذلك إزالة خلايا الجلد الميت إلى حد ما أفضل من AHAs لأن AHAs فقط يعمل على سطح البشرة.

### مقشر حمض الرتينويك (Retinoic acid peel)
حمض ريتينويك هو عبارة عن الرتينويد. كما يتم إجراء هذا النوع من التقشير في مكتب طبيب جراح بلاستيكي أو جراح فموي أو وجراح الوجه والفكين، أو طبيب أمراض جلدية في أحد المنتجعات الصحية الطبية. هذا المقشر أعمق من مقشر حمض بيتا هيدروكسي ويستخدم لإزالة الندوب وكذلك مشاكل التجاعيد والتصبغ. وعادة ما يتم القيام به بالاقتران مع جيسنر؛ الذي يتم استخدامه قبل حمض الرتينويك، من أجل فتح مسامات الجلد، حتى يستطيع حمض الرتينويك أن يخترق البشرة على مستوى أعمق. يغادر العميل ومحلول التقشير الكيميائي على وجهه. تتم عملية تقشير البشرة في اليوم الثالث. تتطلب التغييرات الأكثر ملاحظة على البشرة تكرار العملية مع مرور الوقت.

### مقشر زيت الفينول-كروتون (Phenol-croton oil peel)
زيت الفينول-كروتون هو نوع من التقشير الكيميائي. وقد حل مصطلح «قشر زيت الفينول-كروتون» محل المصطلح الغامض «مقشر الفينول» في الأدب الطبي. وقد استخدم في الأصل على أساس سري من قبل نجوم هوليوود في العشرينيات وأدمجه في الممارسة السائدة في الستينات ثوماس بيكر. المكون النشط هو زيت كروتون، الذي يسبب تفاعل تقشير حاد في البشرة.

## تاريخ المقشرات الكيميائية
إعادة تجديد البشرة واستعادتها مع التقشير الكيميائي قدمت في النصف الثاني من القرن التاسع عشر من قبل طبيب الأمراض الجلدية النمساوي فرديناند ريتر فون هبرا (1816-1880)، مؤسس مدرسة فيينا للأمراض الجلدية. واستخدم عوامل تقشير مثل الفينول وزيت كروتون وحمض النيتريك في تركيبة متنوعة حذرة لمعالجة النمش وعدم انتظام البشرة.

## مضاعفات المقشرات الكيميائية
كلما كان مقشر البشرة أعمق، كلما زادت المضاعفات التي يمكن أن تحدث. يتم عادةً اشراف على القشور الكيميائية العميقة بواسطة أطباء الأمراض الجلدية المعتمدين أو أخصائيي التجميل المرخصين. يمكن أن تشكّل معدات التقشير المنزلية ذات التركيز المنخفض التي يمكن أن تعدلها بنفسك أخطار صحية، بما في ذلك الجروح والندبات على البشرة.
المضاعفات المحتملة تشمل التحسس الضوئي، الحُمامي الطويل، التصبغات، الدخينات، ضمور الجلد، وتغيرات نسيج البشرة. حيث قام العديد من الأفراد بمراجعة اخصائي بسبب أثر اصفر على الجلد نتيجة استعمال المقشرات حتى من النوع الجيد بسبب وجود عنصر الريتينول في المقشر. ومن المتوقع أن يستمر لمدة تتراوح بين ساعتين وثلاثة ساعات كحد أقصى. تفاوت الاحمرار الخفيف إلى المعتدل بعد الإجراء المتوقع.

## تخدير
يتم عادة استخدام المقشرات الكيميائية الخفيفة مثل AHA وBHA في المكاتب الطبية. حيث يوجد أقل قدر من عدم الراحة لذلك عادة لا يتم إعطاء مخدر لأن المريض يشعر فقط بوخزة خفيفة عند تطبيق المصل. لا حاجة إلى المسكنات.
كما يتم استخدام المقشرات المتوسطة مثل حمض ثلاثي كلورو استيك (خليك) (TCA) في مكتب الطبيب أو في مركز جراحة متنقلة كإجراء للمرضى الخارجيين وقد يسبب ذلك المزيد من عدم الراحة. في كثير من الأحيان، يتم تناول مزيج من المهدئات مثل الديازيبام والمسكنات الفموية. لا تتطلب مقشرات TCA في الغالب تخديرًا حتى إذا كان المصل نفسه -على عكس الفينول- لا يسبب أي تخدر على البشرة.
- يشعر المريض عادة بإحساس دافئ أو حارق.[13]
- كان الفينول يستخدم كمقشر كيميائي عميق.

كان مصل التقشير المبكر من الفينول مؤلمة جداً، وكان معظم الممارسين يقومون بها إما تحت التخدير العام، الذي يتم الاشراف عليه من قبل طبيب تخدير أو ممرض تخدير. اليوم يشار إليه على نحو أكثر صحة بمقشر زيت الكروتون، بما أن ذلك ثبت أن هو المكون النشط المسؤول عن معظم آثاره. تم صنع تركيبات حديثة تسمح بالتحكم بقدر أكبر من الاختلاف في عمق العلاج، والسماح باستخدامه تحت التخدير إما التخدير الفموي أو تخدير الوريدي، وعادة ما يتم مع حقن مخدر موضعي أيضا.